# Cortenoever
Cortenoever est un hameau appartenant à la commune néerlandaise de Brummen.